# Kajetan Saryusz-Wolski
Kajetan Saryusz-Wolski (ur. 6 sierpnia 1852 w Planowie, zm. po 1922 w Krakowie) – polski malarz.

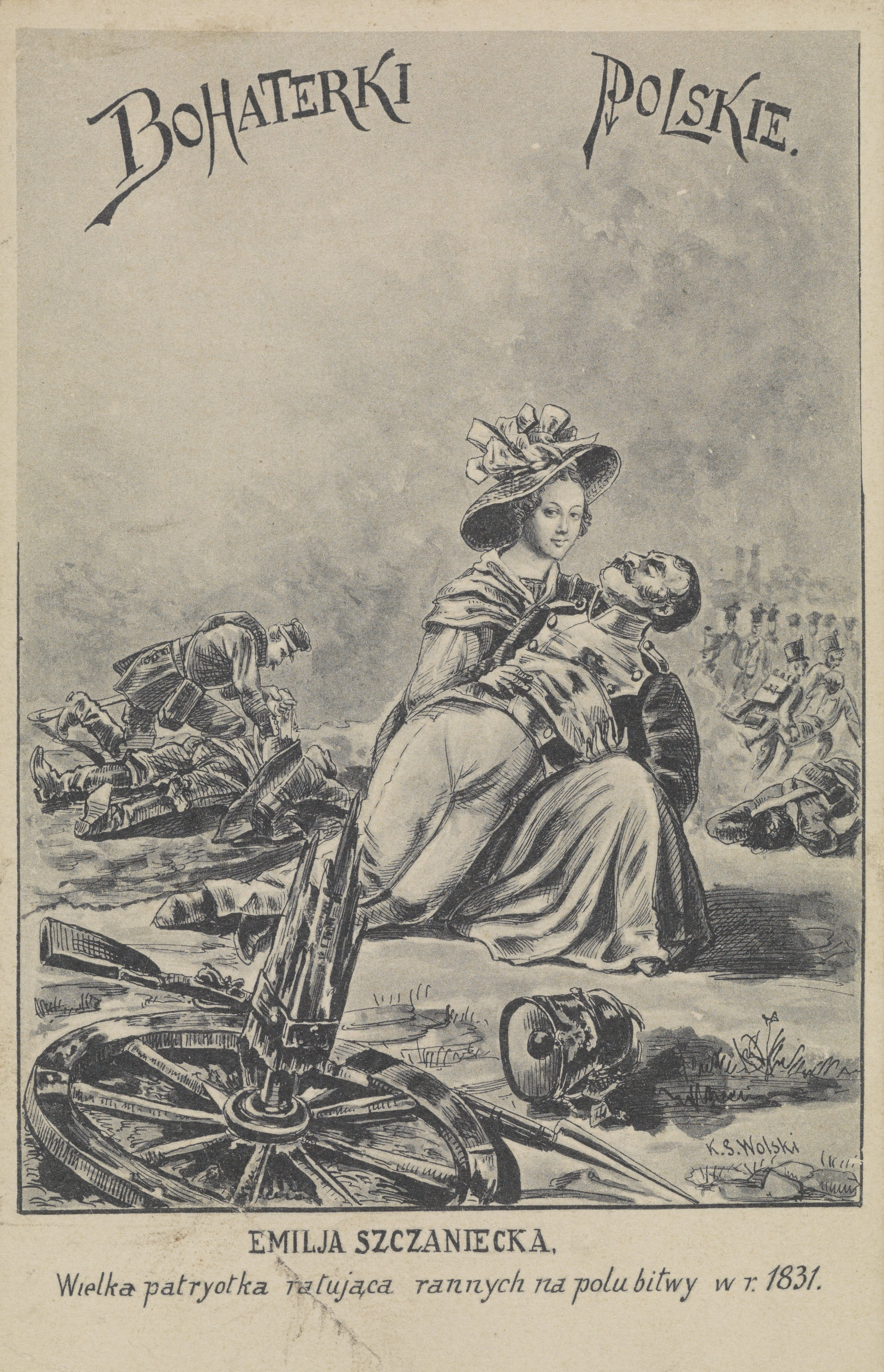
Kajetan Saryusz-Wolski: Emilia Szczaniecka, wielka patryotka, 1906, ze zbiorów Biblioteki Narodowej

## Życiorys
Wiadomo, że biegle władał językiem francuskim, znał kulturę i historię Francji, stąd przypuszcza się, że studiował w Paryżu.  W swojej twórczości zajmował się heraldyką, malował herby, kartusze, godła, flagi, herby i sztandary, do rysowania używał piórka lub akwareli. Stworzył bogatą kolekcję herbów polskich miast oraz herby rodowe – polskie i francuskie. Wzory czerpał ze starych pism, odcisków pieczęci a także starodruków i rękopisów. Wszystkie dzieła o tej tematyce popierał rzeczową dokumentacją podając źródła ikonograficzne, z których korzystał. Albumik z jego barwnymi ilustracjami herbów dwukrotnie w latach 20. XX wieku wydał Salon Malarzy Polskich w Krakowie (ok. 1920 jako Polski herbarzyk – zbiór orłów i herbów z mapą Rzeczypospolitej Polski przed rozbiorami oraz ok. 1924 jako Album herbów polskich).  
Jego autorstwa są również obrazy i grafiki o tematyce patriotycznej, wiele z nich przedstawia powstanie styczniowe. Część grafik tworzył w miniaturze i były powielane w formie pocztówek, które były drukowane przez wiele wydawnictw w Krakowie. Tworzył od 1887 do śmierci, ale szczyt jego twórczości przypada na lata 1904–1909. 
Odmiennym zachowanym częściowo cyklem są Tańce polskie, które artysta ukazał poprzez prezentację tancerzy w strojach ludowych podając ich powszechne i lokalne nazwy. Części dzieł nie sygnował ani nazwiskiem ani żadnym innym charakterystycznym symbolem, część oznaczał „K.S.Wol”. W latach 1910–1916 tworzył mieszkając w Krakowie, ale istnieją dowody, że przebywał tam już od 1899. Spis ludności w 1910 podawał, że artysta jest ubogim wdowcem w podeszłym wieku, który miał problemy natury finansowej. Wybuch I wojny światowej pogorszył ten stan doprowadzając do sprzedaży kolekcji projektów i opracowań, nabywcą było Muzeum Techniczno-Przemysłowe w Krakowie. Ostatnie informacje o artyście pochodzą z 1922 i prawdopodobnie był to rok jego śmierci.